# باشق مدغشقري
البَاشِقُ المَدغشقَريّ  هو أحد أنواع الجوارح المُنتمية لفصيلة البازيَّات .
هذا النوع من البواشق مُتوطّن في مدغشقر. وموئلها الطبيعي هو الغابات شبه الاستوائيَّة والاستوائيَّة الجافَّة، وغابات الأراضي الواطئة شبه الاستوائيَّة والاستوائيَّة الرطبة، والغابات الجبليَّة الاستوائيَّة وشبه الاستوائيَّة، والسڤناء الجافَّة، وأراضي الأشجار القمئيَّة شبه الاستوائيَّة والاستوائيَّة.
يتهددها تدمير موائلها الطبيعيَّة.
يُحتمل أنَّها تُشكِّلُ نوعًا فائقًا مع الباشق الأوراسي (A. nisus) والباشق أمغر الصدر (A. rufiventris).